# مسجد هامبورغ المركزي
مسجد هامبورغ المركزي هو مسجد يقع في حي سانت جورج في مدينة هامبورغ في ألمانيا.

## التاريخ
تم بناء المسجد عام 1977 من قبل جمعية المساجد الإسلامية في هامبورغ بألمانيا، وفي عام 1990 تم البدء في بناء مبنى جديد وضمه بالمبنى القديم، وتم تركيب قبة ومئذنتين عليه عام 2014.
تم طلاء مآذن المسجد المركزي بنمط جديد من الأشكال السداسية الخضراء والبيضاء في عام 2009.

## معرض الصور

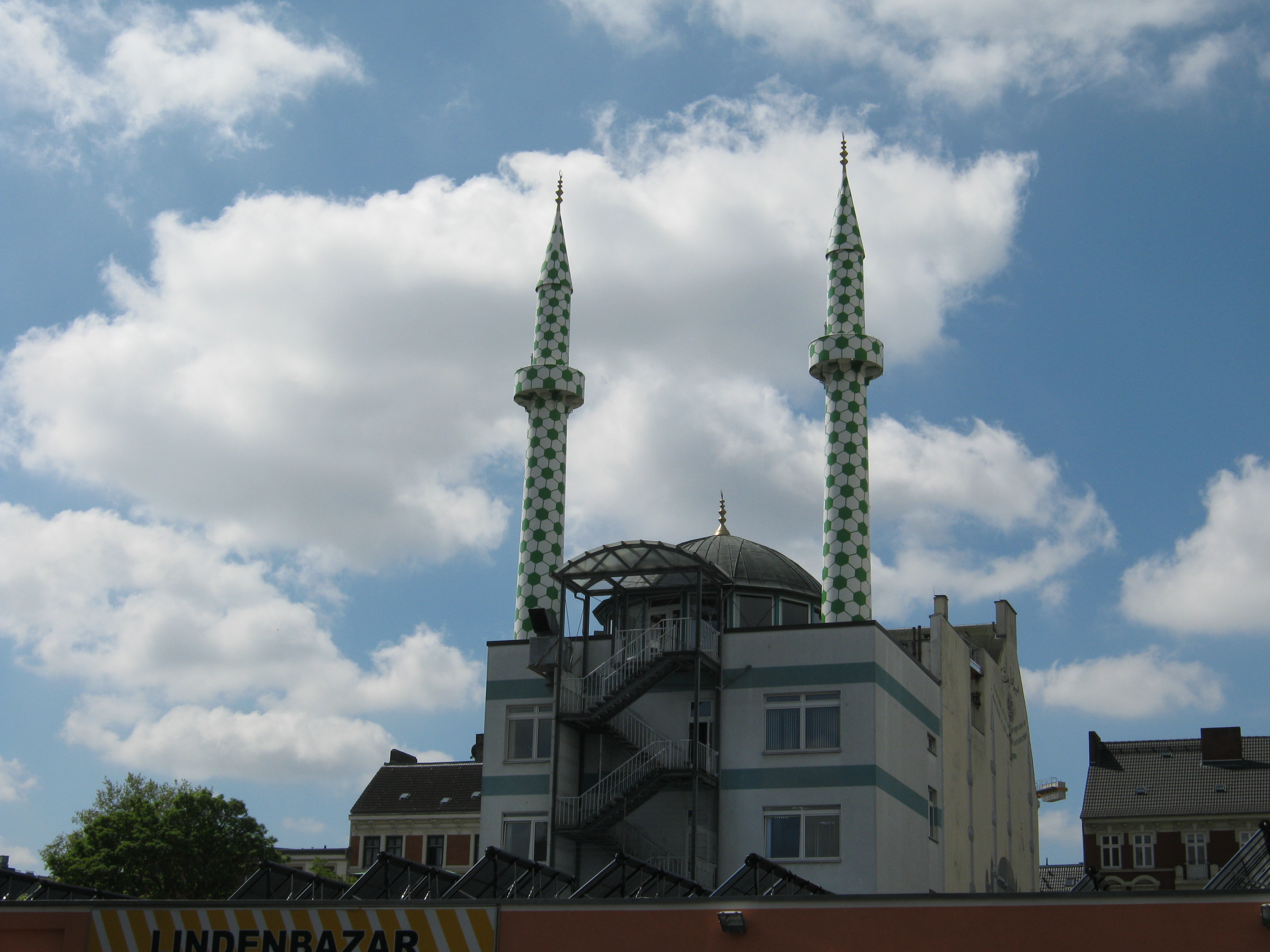
مسجد هامبورغ المركزي
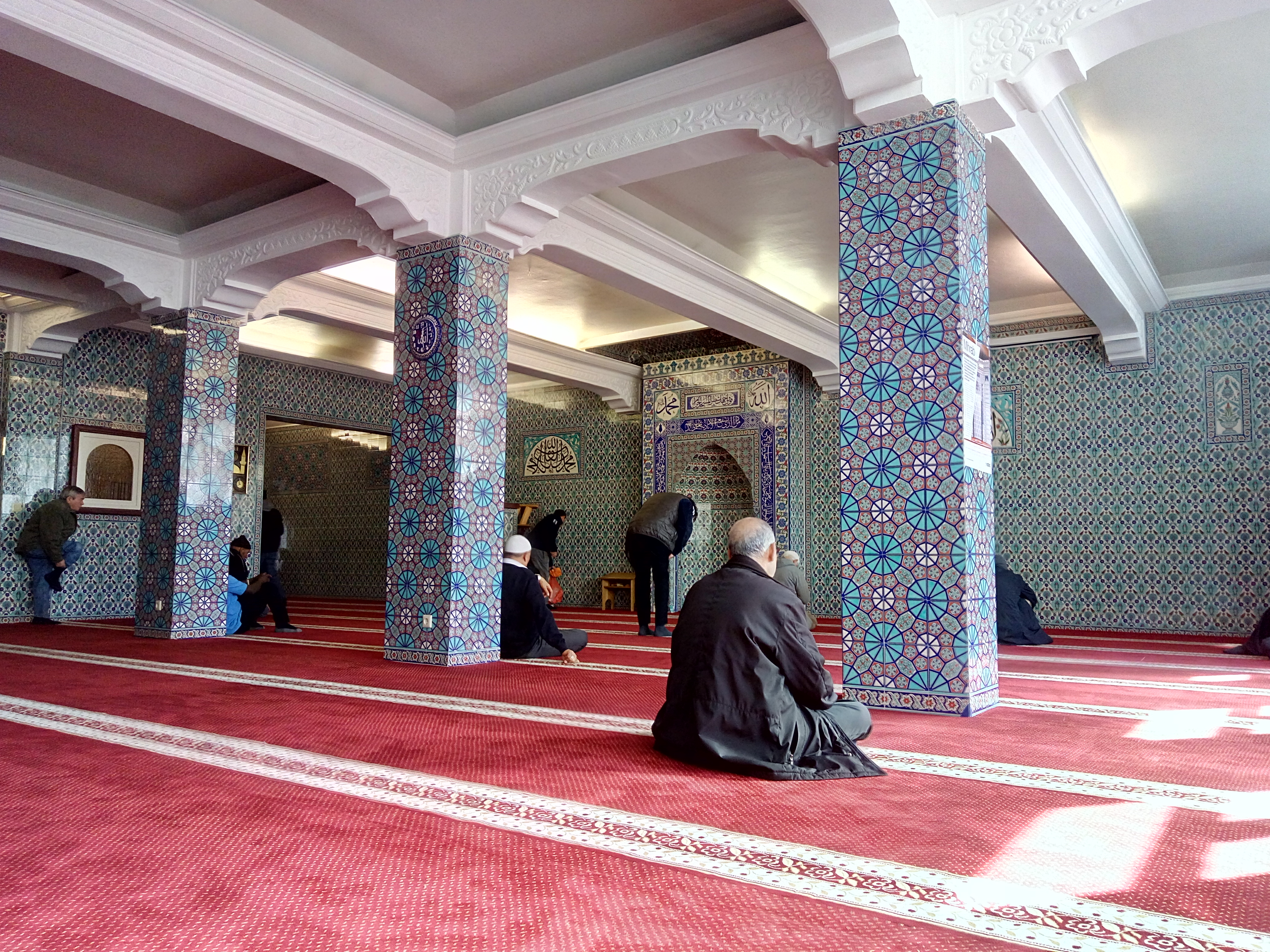
مسجد هامبورغ من الداخل
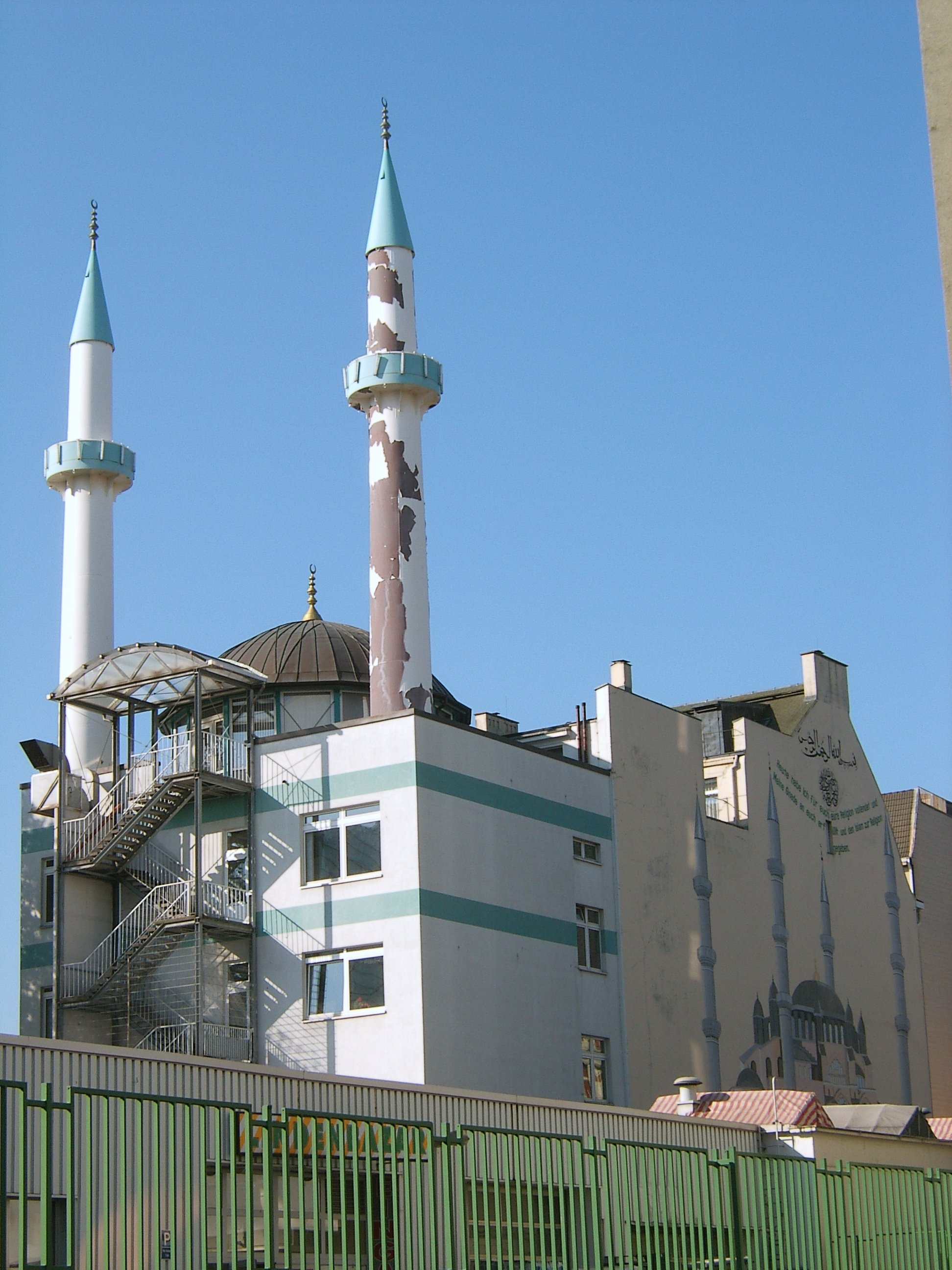
مسجد هامبورغ